# Jeziorki Zabartowskie
Jeziorki Zabartowskie – wieś w Polsce położona w województwie kujawsko-pomorskim, w powiecie nakielskim, w gminie Mrocza.

## Podział administracyjny
W latach 1975–1998 miejscowość administracyjnie należała do województwa bydgoskiego.

## Demografia
Według Narodowego Spisu Powszechnego (III 2011 r.) liczyła 60 mieszkańców. Jest najmniejszą miejscowością gminy Mrocza.